# Ebrahima Sawaneh
Ebrahima "Ibou" Sawaneh (ur. 7 września 1986 w Serrekundzie) – gambijski piłkarz występujący na pozycji napastnika.

## Kariera klubowa
Grę w piłkę nożną rozpoczął w wieku 9 lat w zespole BSC SW 1919 Frankfurt. Potem trenował w SC Steinberg, SG Dietzenbach oraz SG Rosenhöhe 1895. W 2004 roku trafił do Lecha Poznań, gdzie rozpoczął karierę na poziomie seniorskim. 19 listopada 2004 roku zadebiutował w Ekstraklasie w zremisowanym 1:1 meczu z Polonią Warszawa. W ciągu dwóch sezonów rozegrał on ogółem 2 ligowe spotkania. Latem 2006 roku, po wygaśnięciu kontraktu, odszedł z klubu.
W styczniu 2007 roku podpisał kontrakt z belgijskim KSK Beveren. W Jupiler League zadebiutował 15 kwietnia 2007 roku w przegranym 1:2 pojedynku z KAA Gent. 19 maja 2007 w przegranym 2:3 z Sint-Truidense VV strzelił pierwszego gola w trakcie gry w belgijskiej ekstraklasie. W 2007 roku spadł z klubem do drugiej ligi. W Beveren spędził jeszcze rok.
W 2008 roku przeszedł do KV Kortrijk, beniaminka ekstraklasy. Pierwszy ligowy mecz zaliczył tam 16 sierpnia 2008 roku przeciwko KSV Roeselare (2:2). W 2011 roku był wypożyczony do KV Mechelen, a w sezonie 2011/2012 do RAEC Mons. Latem 2012 roku przeszedł do Oud-Heverlee Leuven. W 2013 roku był wypożyczony na okres 6 miesięcy do katarskiego klubu Muaither SC. W 2014 roku przeszedł do Waasland-Beveren, gdzie rozegrał 34 spotkania w których zdobył 2 bramki. Od sierpnia 2016 roku jest on zawodnikiem KSV Roeselare.

## Kariera reprezentacyjna
8 czerwca 2008 zadebiutował w reprezentacji Gambii w bezbramkowo zremisowanym meczu eliminacji Mistrzostw Świata 2010 z Senegalem. W styczniu 2010 roku zdobył jedyną bramkę dla drużyny narodowej w towarzyskim meczu przeciwko Angoli (1:1). Ogółem w latach 2008-2010 rozegrał on w reprezentacji 5 oficjalnych spotkań w których strzelił 1 bramkę.

## Życie prywatne
Sawaneh urodził się w Gambii w mieście Serrekunda, skąd w wieku 4 lat emigrował z rodziną do Niemiec. Posiada również obywatelstwo niemieckie.